# George Montague Butterworth

Butterworth (1877/1878)

George Montague Butterworth (* 12. Mai 1858 in Bristol oder Deerhurst, Grafschaft Gloucestershire; † 12. Dezember 1941 in Christchurch, Neuseeland) war ein britischer Rechtsanwalt und Tennisspieler.

## Leben
Butterworth kam 1858 als Sohn des Pfarrers George Butterworth und seiner Frau Francis Maria Kaye zur Welt. Von 1872 bis 1877 besuchte er das Marlborough College. 1874 wurde er Mitglied des Clifton Rugby Football Club in Bristol.
Von 1880 bis 1884 nahm Butterworth an Tennisturnieren teil. Bei den Wimbledon Championships 1880 erreichte er das Halbfinale, unterlag dort allerdings Herbert Lawford in drei Sätzen. 1883 gewann er das Turnier im irischen Waterford.
Ab 1884 arbeitete Butterworth als Solicitor. Während des Ersten Weltkriegs diente er von 1915 bis 1916 in Frankreich beim Roten Kreuz. Später emigrierte er nach Neuseeland und ließ sich in Christchurch nieder. Dort starb er 1941 im Alter von 83 Jahren.
Butterworth war mit Clara Francis Warde verheiratet. Sein Neffe war der Komponist George Butterworth. Sein Sohn Hugh Montague Butterworth fiel 1915 in Frankreich bei der Schlacht bei Loos.